# Novavax
Novavax és una empresa nord-americana de desenvolupament de vacunes amb seu a Gaithersburg, Maryland, amb instal·lacions addicionals a Rockville, Maryland i Uppsala, Suècia. Des del 2020, tenia un assaig clínic de fase III en curs en adults majors per a la vacuna candidata contra la grip estacional, NanoFlu i una vacuna candidata contra la COVID-19 (NVX-CoV2373).